# Ambrose Burnside
Ambrose Everett Burnside (23. maj 1824 – 13. september 1881) var en amerikansk officer, jernbanedirektør, opfinder, fabrikant og politiker fra Rhode Island, som gjorde tjeneste som guvernør og senator. Som general i unionshæren i den amerikanske borgerkrig gennemførte han succesfulde kampagner i North Carolina og det østlige Tennessee, men blev besejret ved det katastrofale slaget ved Fredericksburg og i Slaget ved krateret. Hans karakteristiske bakkenbarter har på amerikansk betegnelsen sideburns, en betegnelse, der er afledt af hans efternavn.

## Tidlige liv og karriere
Burnside blev født i Liberty i Indiana som det 4. af Edghill og Pamela (eller Pamilia) Brown Burnsides 9 børn, en familie af skotsk oprindelse. Hans far, som stammede fra South Carolina, var en slaveejer, som frigav sine slaver, da han flyttede til Indiana. Ambrose gik på Liberty Seminary som lille dreng, men hans uddannelse blev afbrudt, da hans mor døde i 1841, og han blev sat i lære hos en lokal skrædder og blev med tiden partner i forretningen. Hans interesse for militære forhold og hans fars politiske forbindelser sikrede ham en plads på West Point i 1843. Han fik sin eksamen i 1847 som nr. 18 i en klasse på 38 og blev udnævnt til midlertidig sekondløjtnant i 2nd U.S. artillery. Han rejste til Veracruz for at deltage i den Mexicansk-amerikanske krig, men ankom efter at fjendtlighederne var indstillet og udførte fortrinsvis garnisonstjeneste omkring Mexico City.
Efter krigens slutning gjorde løjtnant Burnside tjeneste i to år i de vestlige grænseområder, hvor han var underlagt kaptajn Braxton Bragg i 3rd U.S. Artillery, en let artillerienhed, som var blevet ændret til kavaleritjeneste og beskyttede de vestlige postruter gennem Nevada til Californien. I 1849 blev han såret af en pil i nakken under en træfning med apacher ved Las Vegas i New Mexico. I 1852 blev han udpeget til at kommandere Fort Adams, Newport, Rhode Island, og mens han var der, giftede han sig med Mary Richmond Bishop fra Providence, Rhode Island, den 27. april. Ægteskabet, som varede til Burnsides død, forblev barnløst.
I 1853, trådte Burnside ud af hæren, men bibeholdt en post i statens milits. Herefter brugte han sin tid og energi på fremstilling af den berømte riffel, som bærer hans navn, Burnside karabinen. Krigsministeren under præsident James Buchanan, John B. Floyd, indgik en aftale med Burnside Arms Company om at udstyre en stor del af hæren med hans karabin, og tilskyndede ham til at bygge store fabrikker til produktionen. Så snart Bristol Rifle Works var færdig, lykkedes det efter sigende for en anden våbenfabrikant at bestikke Floyd til at bryde sin $100.000 kontrakt med Burnside.
Burnside stillede op som Demokrat til en af pladserne i Kongressen i 1858 og tabte stort. Byrderne ved kampagnen og det, at hans fabrik blev ødelagt af brand, bidrog til, at han gik fallit og måtte overdrage sine patenter til andre. Han tog vestpå for at finde arbejde og blev økonomichef i Illinois Central Railroad, hvor han arbejdede for og blev ven med en af sine fremtidige overordnede, George B. McClellan.

## Borgerkrigen

### Første slag ved Bull Run
Ved borgerkrigens udbrud var Burnside brigadegeneral i Rhode Islands milits. Han organiserede et regiment, 1st Rhode Island Volunteer Infantry, og blev udpeget til dets oberst den 2. maj 1861. I løbet af en måned blev han forfremmet til at lede en brigade i militærområdet Northeast Virginia. Han ledede brigaden uden at gøre sig særligt bemærket i Første slag ved Bull Run i juli, hvor han indsatte sine tropper lidt efter lidt. Han overtog midlertidigt kommandoen over divisionen fra den sårede brigadegeneral David Hunter. Efter at hans 90-dages regiment var afmønstret, blev han forfremmet til brigadegeneral den 6. august og blev sat til at træne provisoriske brigader i den nyfødte Army of the Potomac.

### North Carolina
Burnside kommanderede Kystdivisionen eller North Carolina Expeditionary Force—tre brigader samlet i Annapolis, Maryland, som blev til kernen i hans fremtidige IX Korps—og militærdistriktet North Carolina, fra september 1861 til juli 1862. Han gennemførte en vellykket amfibiekampagne, som lukkede over 80% af North Carolinas kyst for konfødereret skibsfart i resten af krigen. For hans successer i Slaget ved Roanoke Island og Slaget ved New Bern, de første væsentlige sejre i det østlige operationsområde, blev han forfremmet til generalmajor den 18. marts. I juli blev hans tropper flyttet nordpå til Newport News, Virginia og blev til IX Korps i Army of the Potomac.
Efter generalmajor George B. McClellan's fejlslagne Peninsula kampagne, blev Burnside tilbudt kommandoen over Army of the Potomac. Han afslog dette tilbud af loyalitet overfor McClellan, og fordi han kendte sin egen manglende erfaring. I stedet blev en del af hans korps tilknyttet generalmajor John Popes Army of Virginia i Nordlige Virginia kampagnen. Telegrammer, som var ekstremt kritiske overfor Popes evner som hærchef fra generalmajor Fitz John Porter, som han på dette tidspunkt modtog og videresendte til sine overordnede i bekræftelse, kom senere til at spille en væsentlig rolle i krigsretten mod Fitz John Porter, hvor Burnside kom til at optræde som hovedvidne.
Atter tilbudt kommando efter Popes jammerlige nederlag i Andet slag ved Bull Run afslog Burnside igen.

### Antietam
Burnside fik kommandoen over "Right Wing" af Army of the Potomac (bestående af I og IX Korps) ved starten på Marylandkampagnen og i Slaget ved South Mountain, men McClellan delte de to korps i Slaget ved Antietam og placerede dem i hver sin ende af Unionens kamplinie og lod kun Burnside have kommandoen over IX korps. Burnside afviste implicit at opgive sin højere rang og behandlede først generalmajor Jesse L. Reno (dræbt ved South Mountain) og dernæst brigadegeneral Jacob D. Cox som korpschef og lod ordrer til korpset gå igennem sig. Dette besværlige arrangement bidrog til hans langsomhed i at angribe og krydse den bro, som i dag kaldes "Burnside's Bridge" på den sydlige del af Unionens linje.
Burnside foretog ikke tilstrækkelig rekognoscering af området og i stedet for at drage fordel af adskillige nemme vadesteder, som var uden for fjendens rækkevidde, blev hans tropper tvunget til gentagne angreb over en smal bro, som var under beskydning ovenfra af skarpskytter fra Konføderationen. Ved middagstid var McClellan ved at miste tålmodigheden. Han sendte en række kurerer af sted for at motivere Burnside til at rykke fremad. Til en adjudant sagde han: "Sig til ham, at om det så koster 10.000 mand, så må han rykke frem nu". Han øgede presset ved at sende sin generalinspektør til Burnside, som reagerede indigneret: "McClellan lader til at tro, at jeg ikke gør mit bedste for at erobre denne bro. De er den tredje eller fjerde, som har været hos mig denne morgen med lignende ordrer." Forsinkelsen betød, at generalmajor A.P. Hill's konfødererede division nåede frem fra Harpers Ferry og slog det senere gennembrud tilbage. McClellan afviste Burnsides anmodninger om forstærkninger, og slaget endte i et taktisk dødvande.

### Fredericksburg
McClellan blev fjernet, efter at han undlod at forfølge Lee efter Antietam, og Burnside blev tildelt kommandoen over Army of the Potomac den 7. november 1862. Han adlød tøvende. Præsident Lincoln pressede på, at for at han skulle foretage sig noget aggressivt, og den 14. november godkendte han Burnsides plan for erobring af Konføderationens hovedstad Richmond. Denne plan førte til et ydmygende og bekosteligt nederlag i Slaget ved Fredericksburg den 13. december. Hans fremstød mod Fredericksburg gik hurtigt, men blev så forsinket på grund af dårlig planlægning af fremføring af pontonbroer, der skulle krydse Rappahannock floden, og hans egen tøven med at lade dele af sin hær sætte over floden ved vadestederne, inden Lee ankom i styrke, tillod general Robert E. Lee at koncentrere sin hær langs Marye's Heights lige vest for byen og efterfølgende slå Unionens angreb tilbage. Angreb syd for byen, som forventedes at være hovedangrebet, gik også i fisk, og indledende gennembrud blev ikke fulgt op. Rystet over at hans plan var mislykkedes og over de enorme tab, som var resultatet af hans gentagne, udsigtsløse frontalangreb, besluttede Burnside, at han selv ville lede et angreb med sit gamle korps. Hans korpschefer talte ham fra det, men forholdet mellem den øverstkommanderende og hans underordnede var anstrengt. Han påtog sig det fulde ansvar og tilbød at træde ud af hæren, men det blev afslået.
I januar 1863 startede Burnside en 2. offensiv mod Lee, men den kørte fast i vinterregnen, før den havde givet resultater, og blev døbt Muddermarchen. I kølvandet på den bad han om, at adskillige officerer, som var åbenlyst ulydige, blev frataget deres kommando og stillet for en krigsret. Han tilbød også selv at træde tilbage. Lincoln valgte den sidste mulighed og udskiftede ham den 26. januar med generalmajor Joseph Hooker, en af de officerer som havde konspireret mod Burnside.

### Østlige Tennessee
Lincoln ville beholde Burnside i hæren og satte ham i spidsen for Militærområdet Ohio og hans gamle IX korps. I Ohio udstedte Burnside sin kontroversielle General Order Number 38, som gjorde det til en forbrydelse at udtrykke nogen form for opposition mod krigen og brugte den til at arrestere det tidligere kongresmedlem og kandidat til guvernørposten i Ohio, Clement Vallandigham, en prominent leder i Copperheads-fredsbevægelsen, og sætte ham for en militærdomstol, selv om han var civil. Burnside var også beskæftiget med konfødererede plyndrere såsom John Hunt Morgan.
I Knoxville kampagnen rykkede Burnside frem til Knoxville i Tennessee, men efter at Unionens generalmajor William S. Rosecrans blev besejret i Slaget ved Chickamauga, blev Burnside forfulgt af generalløjtnant James Longstreet, mod hvis tropper han havde kæmpet ved Marye's Heights. Burnside udmanøvrerede dygtigt Longstreet i Slaget ved Campbell's Station og nåede tilbage til sine stillinger og sikkerhed i Knoxville, hvor han kort blev belejret, indtil det konfødererede nederlag i Slaget ved Fort Sanders udenfor byen. Ved at fastholde Longstreets korps ved Knoxville bidrog han til general Braxton Braggs nederlag til generalmajor Ulysses S. Grant i Slaget ved Chattanooga. Tropper under generalmajor William T. Sherman marcherede af sted for at undsætte Burnside, men belejringen var allerede blevet hævet, og Longstreet trak sig tiltage, til sidst helt til Virginia.

### Overland kampagnen
Burnside blev beordret til at tage IX Korps med tilbage til det østlige operationsområde, hvor han i Annapolis byggede det op til at have en effektiv styrke på over 21.000 mand. IX Korps kæmpede i Overland kampagnen i maj 1864 som en uafhængig kommando, der i starten rapporterede til Grant. Hans korps var ikke tildelt Army of the Potomac, fordi Burnside havde højere rang end dens chef generalmajor George G. Meade, som havde været divisionschef under Burnside ved Fredericksburg. Dette upraktiske arrangement blev rettet den 24. maj lige inden slaget ved North Anna, da Burnside accepterede at give afkald på sin forrang og blev placeret under Meades direkte kommando.
Burnside kæmpede i Slaget ved the Wilderness og slaget ved Spotsylvania Court House, hvor han ikke klarede sig godt. Han angreb med små styrker ad gangen og lod til at være tøvende overfor at indsætte sine tropper i de frontale angreb, som kendetegnede disse slag. Efter North Anna og slaget ved Cold Harbor indtog han sin plads i belejringen af Petersburg.

### Krateret
Mens de to hære stod overfor hinanden i skyttegravene ved Petersburg i juli 1864, godkendte Burnside en plan, som var blevet foreslået af et regiment af kulminearbejdere fra Pennsylvania i hans korps om at grave ned under de konfødereredes linjer og placere en mine der. Når den blev bragt til sprængning, kunne man så opnå et overraskende gennembrud. Minen blev sprængt den 30. juli i det, som kaldes slaget ved krateret, men på grund af indblanding fra Meade havde Burnside få timer inden sprængningen fået ordre til ikke at bruge sin division af sorte tropper, som han specielt havde trænet til denne opgave, men bruge utrænede hvide i stedet. Han kunne ikke beslutte, hvilken division han skulle vælge i stedet, så han bad sine tre underordnede chefer om at trække lod. Den udvalgte division var den, som blev kommanderet af brigadegeneral James H. Ledlie, som undlod at orientere sine mænd om, hvad der forventedes af dem, optrådte beruset langt bag ved linjerne under slaget og udviste intet lederskab. Ledlies mænd angreb ind i krateret i stedet for at gå uden om det, gik derved i en fælde og blev udsat for morderisk ild fra konfødererede styrker langs med randen, hvilket resulterede i store tab.
Burnside blev frataget sin kommando den 14. august og sendt på orlov af Grant. Meade kaldte ham aldrig tilbage til tjeneste. En undersøgelsesdomstol placerede siden skylden for fiaskoen ved krateret på Burnside og hans underordnede. I december mødtes Burnside med præsident Lincoln og general Grant om hans fremtid. Han overvejede at træde tilbage, men Lincoln og Grant anmodede om, at han forblev i hæren. Ved mødets slutning skrev Burnside: "Jeg blev ikke informeret om nogen pligter, jeg skal udføre". Han trak sig ud af hæren den 15. april 1865.

## Karriere efter krigen
Efter sin udtræden af hæren var Burnside beskæftiget som direktør i adskillige jernbaneselskaber og industrier, herunder Cincinnati and Martinsville Railroad, Indianapolis and Vincennes Railroad og Rhode Island Locomotive Works. Han blev valgt til tre et-års perioder som guvernør i Rhode Island (fra maj 1866 til maj 1869). Han var commander-in-chief for Grand Army of the Republic (GAR) veteranorganisationen fra fra 1871 til 1872. Ved sin stiftelse i 1871 valgte National Rifle Association of America ham som sin første præsident.
Under et besøg i Europa i 1870 forsøgte Burnside at mægle mellem Frankrig og Tyskland i den fransk-preussiske krig. I 1874 blev han valgt som senator fra Rhode Island. Han blev genvalgt i 1880 og sad indtil sin død. På det tidspunkt blev Burnside, som inden krigen havde været Demokrat, valgt som Republikaner, og han spillede en fremtrædende rolle i militære spørgsmål, ligesom han var formand for Senatets udenrigsudvalg i 1881.
Burnside døde pludselig af hjertekramper (Angina pectoris) i Bristol, Rhode Island, og ligger begravet på Swan Point Cemetery, Providence. En rytterstatue til hans ære blev rejst i slutningen af det 1800-tallet i Burnside Park i Providence.

## Vurdering og eftermæle
Som person var Burnside altid meget populær — både i hæren og indenfor politik — han havde let ved at få venner, smilte meget og kunne huske alles navn. Hans professionelle militære ry var derimod knap så positivt. Han var kendt for at være genstridig, fantasiløs og både intellektuelt og følelsesmæssigt uegnet til at beklæde en høj militær position. Grant udtalte, at han var "uegnet" til at lede en hær, og at ingen vidste det bedre end Burnside selv. Da han kendte sine evner, afslog han to gange at overtage ledelsen af Army of the Potomac, og han påtog sig kun opgaven, da han fik at vide, at den ellers ville gå til Joseph Hooker. Historikeren Jeffry D. Wert beskrev Burnsides lettelse efter Fredericksburg i en passage, som opsummerer hans militære karriere:
| „ | Han havde været den mest uheldige leder, hæren havde haft. En general, som havde været så uheldig at efterfølge dens mest populære leder og en mand, som troede, at han ikke var kvalificeret til posten. Hans tjenestetid havde været kendetegnet ved bittert fjendskab mellem hans underordnede, og en frygtelig, og måske endda unødvendig, ofring af liv. Selv om han var en fast patriot, manglede han kraft i sin personlighed og viljen til at styre genstridige generaler. Han havde været villig til at kæmpe mod fjenden, men det skrækkelige udfald foran Marye's Heights står som hans arv. | “ |
|   | — Jeffry D. Wert, The Sword of Lincoln |   |

Historikeren Bruce Catton opsummerede Burnside:
| „ | ... Burnside havde gentagne gange vist, at det havde været en militær tragedie at give ham en højere rang end oberst. En årsag kan have været, at med alle sine fejl havde Burnside aldrig haft nogle egne vinkler, han kunne agere ud fra. Han var en simpel, ærlig, loyal soldat, som gjorde sit bedste, selv om det bedste ikke var særlig godt, aldrig intrigant, sammenrottende eller bagtalende. Desuden var han beskeden. I en hær, hvor mange generaler var utålelige primadonnaer, opfattede han aldrig sig selv som en ny Napoleon. Fysisk var han imponerende, høj, kun en smule bred, og han havde de mest kunstneriske og imponerende bakkenbarter i hele den bakkenbartede hær. Som regel bar han en høj klokkeformet filthat med skyggen vendt nedad, og en dobbeltradet, knælang diplomatfrakke med bælte ved taljen — et kostume, som desværre får den moderne betragter til at mindes en tyk storbybetjent fra 1880-erne. | “ |
|   | — Bruce Catton, Mr. Lincoln's Army |   |